# Sotiría Béllou
Sotiría Béllou (nombre en griego: Σωτηρία Μπέλλου) fue una cantante griega de rebétiko y música ligera considerada en su país como una de las mejores intérpretes de rebétiko ligero.

## Biografía
Nació en Drosiá (Calcis) en 1921. Desde niña ya demostró tener una voz portentosa cuando cantaba los himnos bizantinos de la iglesia. 
Se casó muy joven contra la voluntad de sus padres, y su matrimonio fue un inmediato desastre: su marido la maltrataba y, durante una de las palizas, Sotiría le arrojó ácido en la cara, por lo que fue condenada a tres años de prisión, de los que finalmente cumplió solo cuatro meses. Tras salir de prisión regresa con su familia, pero las continuas discusiones y reproches de los suyos la deciden a irse a Atenas en 1940, en plena ocupación nazi. En esos años no sólo lucha para sobrevivir, sino que también ingresa en la resistencia, primero contra los nazis y después contra los ingleses. Fue detenida, torturada y encerrada en prisión. En la guerra civil griega  que sobrevino a la II Guerra Mundial de nuevo es detenida y encarcelada por colaborar con el bando comunista. 
Al terminar la guerra civil es puesta en libertad y en 1947 la contratan como cantante en un local de Atenas junto a Vasílis Tsitsánis, quien la descubre como estrella y cuyas canciones serán las más importantes del repertorio de la Béllou. En 1948 un grupo de matones entra en el local y le da una paliza por "búlgara" (comunista) sin que sus compañeros de orquesta se atrevan a levantarse de las sillas. A pesar de todo, en poco tiempo es reconocida como una de las mejores intérpretes de rebétiko y canción ligera. Hasta los años 80 continúa interpretando a los más importantes compositores griegos de estos géneros en multitud de conciertos y grabaciones, aunque sufre varias crisis por problemas de alcoholismo y depresión.
Vivió abiertamente como lesbiana.
Enferma de cáncer de laringe, los últimos años de su vida fueron duros debido a la soledad y la pobreza. Murió en Atenas el 27 de agosto de 1997.